# جوزيف سيدغويك
جوزيف سيدغويك هو محامي كندي، ولد في 24 نوفمبر 1898، وتوفي في 27 ديسمبر 1981.